# Conséquentialisme
Le conséquentialisme fait partie des éthiques téléologiques et constitue l'ensemble des théories morales qui soutiennent que ce sont les conséquences d'une action donnée qui doivent constituer la base de tout jugement moral de ladite action. Ainsi, d'un point de vue conséquentialiste, une action moralement juste est une action dont les conséquences sont bonnes. Plus formellement, le conséquentialisme est le point de vue moral qui prend les conséquences pour seul critère normatif. On oppose généralement le conséquentialisme aux éthiques déontologiques, lesquelles mettent l'accent sur le type d'action plutôt que sur ses conséquences, et à l'éthique de la vertu, laquelle se concentre sur le caractère et les motivations de l'agent.

## Définition
Le terme « conséquentialisme » a été inventé par Elizabeth Anscombe dans son article Modern Moral Philosophy publié en 1958,, essai critique envers ce point de vue moral. Depuis lors, le terme a largement investi la théorie morale anglophone.
C'est dans l'utilitarisme que se trouvent ses racines historiques, bien que des théories morales antérieures aient déjà souvent considéré les conséquences d'une action comme pertinentes pour un débat moral. En raison de ce lien historique à l’utilitarisme, ces deux termes sont parfois utilisés (à tort) comme synonymes, ce qui peut se comprendre car l'utilitarisme possède la caractéristique formelle de toute théorie conséquentialiste : il met l'accent sur les conséquences des actions. Le conséquentialisme assimile conséquence visée et conséquence prévue, ce qui pousse Cyrille Michon à dire qu'il constitue une corruption de la pensée morale.
Le conséquentialisme, comme son nom l'indique, affirme que dans un débat moral, on doit attribuer plus de poids aux résultats d'une action qu'à toute autre considération. La plupart des théories conséquentialistes se concentrent sur les situations optimales : après tout, si quelque chose est bien, une plus grande quantité de cette chose est généralement meilleure encore. Cependant, toutes les théories conséquentialistes n'adoptent pas cette idée. Certaines affirment que l'agent moral doit agir de manière à produire de bonnes conséquences, même s'il ne produit pas les meilleurs résultats possibles.
En dehors de ce noyau de base, on ne peut affirmer que peu de choses sur le conséquentialisme en général. Cependant, certaines questions se retrouvent dans maintes théories conséquentialistes, entre autres :
- Qu'est-ce qui détermine la valeur des conséquences ? En d'autres termes, qu'est-ce qui détermine un 'bon' état de choses ?
- Qui est le principal bénéficiaire d'une action morale ?
- Qui juge, et comment, ce que sont les conséquences d'une action ?

### Quels genres de conséquences?
Une manière de classer les différents conséquentialismes est d'observer pour chacun quel type de conséquences importe le plus, autrement dit, quels résultats sont jugés être de bons états de choses. Du point de vue de l'utilitarisme classique, une action est bonne s'il en résulte un accroissement global de bonheur, et la meilleure action est celle qui donne lieu au maximum de plaisir et au minimum de peine. Assez proche à première vue, se trouve le conséquentialisme eudémonique, qui considère comme but, une vie remplie, épanouie, ce qui peut aller de pair ou pas avec un grand bonheur collectif. Dans la même veine, on trouve aussi le conséquentialisme esthétique, qui adopte pour but de produire du beau. Cependant, il est également possible de considérer comme pertinents des effets non psychologiques. Ainsi, on peut chercher à accroître l'égalité matérielle, ou la liberté politique à la place de plaisirs plus éphémères.
D'autres théories adoptent simultanément plusieurs biens, qui doivent tous être promus sans que l'un soit prioritaire sur les autres. Comme il n'y a dans ce cas aucune conséquence suprême à viser, les conflits entre les différents biens doivent être résolus par l'intuition et le discernement de l'agent, selon le contexte.
Cependant, même dans un système conséquentialiste visant un unique bien, il faut s'attendre à faire face à des choix difficiles entre plusieurs bons états de choses. On peut enfin suivre la voie tracée par G.E. Moore en affirmant l'impossibilité d'analyser ce qu'est le bien, et en concluant que les bons états de choses n'ont pas forcément d'autre propriété commune que celle d'être bons.

### Des conséquences sur qui?, sur quoi?
Une action a toujours un effet, les conséquences, sur des êtres vivants et/ou sur des choses. On peut distinguer divers types de conséquentialismes selon les êtres affectés qu'ils prennent en compte et dans quelle mesure :

#### Agent intéressé?
Le premier clivage sépare les théories permettant que l'agent suive, au moins partiellement, son propre intérêt ou sa propre motivation et les théories requérant que l'agent poursuive certaines fins indépendamment de ses propres intérêt et motivation. On parle respectivement de théories centrées sur l'agent ou au contraire, neutres pour l'agent.
Un conséquentialisme neutre pour l'agent ignore la valeur spécifique que peut avoir un état de choses pour un agent donné. Ainsi dans une théorie neutre pour l'agent, mes propres buts ne comptent pas plus que ceux des autres dans l'évaluation morale déterminant quelle action je devrais choisir d'effectuer.
Un conséquentialisme centré sur l'agent, au contraire, met l'accent sur les besoins particuliers de l'agent moral. Ainsi, d'un point de vue centré sur l'agent tel que celui mis en avant par Peter Railton, je peux me soucier du bien-être général, mais je m'occupe plus de mon propre bien-être immédiat ainsi que de celui de mes amis et de ma famille. Ces deux approches peuvent être conciliées en faisant état des tensions existant au sein des intérêts de l'agent, pris comme individu ou pris comme membre de différents groupes, et en cherchant une certaine optimisation entre ces différents intérêts.
On peut envisager, par exemple, de dire qu'une action est bonne pour quelqu'un en tant qu'individu, mais qu'elle est mauvaise pour lui en tant que citoyen de son pays.

#### Anthropocentrisme?
De nombreuses théories conséquentialistes semblent ne prendre en compte que des humains et leurs relations avec d'autres humains. Certains philosophes cependant, affirment que nous ne devrions pas nous limiter, dans nos questionnements moraux, à considérer les intérêts des seuls êtres humains. Pour Jeremy Bentham lui-même, souvent perçu comme le fondateur de l'utilitarisme, les animaux non humains font l'objet d'un véritable questionnement moral. Il défendait ce point de vue en affirmant que ces animaux sont capables de ressentir du plaisir ou de la peine, et que les conséquences qu'une certaine ligne d'action peut avoir sur eux entrent donc directement en ligne de compte dans une réflexion morale. Plus récemment, Peter Singer a défendu l'idée qu'il était irrationnel de ne pas accorder aux intérêts des animaux, lorsque l'on doit choisir la manière de les traiter, une considération égale à celle que l'on porte aux intérêts des humains. On notera toutefois que considération égale des humains et des non-humains n'implique pas traitement identique (il n'est pas dans l'intérêt d'un porc de lui donner un ordinateur), pas plus qu'une considération égale des intérêts de tous les humains n'implique un traitement identique de tous les humains.

### Guide moral
Une propriété importante de nombreuses théories morales normatives telles que les conséquentialismes est leur capacité à produire des jugements moraux concrets. Au minimum, toute théorie morale conséquentialiste doit définir le critère déterminant si les conséquences sont bonnes et dans quelle mesure. Ce qui est d'abord en jeu ici, c'est la responsabilité de l'agent.

#### L'observateur parfait
Une tactique classique chez les conséquentialistes, en particulier ceux défendant un conséquentialisme altruiste consiste à imaginer un observateur parfait, neutre, chargé de rendre les jugements moraux. Les spécificités de cet observateur parfait peuvent varier selon les théories, de l'observateur omniscient, capable de prendre en compte toutes les conséquences d'une action, à l'observateur bien informé, qui sait tout ce que l'agent peut raisonnablement savoir, tant des circonstances que des conséquences éventuelles d'un choix d'action. Les conséquentialismes qui adoptent un tel modèle tiennent pour juste l'action capable d'engendrer les meilleures conséquences du point de vue de cet observateur parfait.
John Rawls, critique de l'utilitarisme, lui reproche, de même qu'à d'autres formes de conséquentialismes, de reposer sur l'idée d'un tel observateur.

#### L'observateur réel
En pratique, bien sûr, il paraît très difficile de toujours adopter le point de vue de l'observateur parfait omniscient. Un agent moral individuel, après tout, ne connaît qu'une petite partie de la situation dans laquelle il se trouve, et donc des conséquences que peut avoir une ligne de conduite donnée. C'est pourquoi certaines personnes ont affirmé qu'une théorie conséquentialiste ne peut exiger plus de l'agent, que de choisir l'action qui lui paraît la meilleure compte tenu de sa connaissance de la situation. Une conception naïve de ce point de vue (qui ne prendrait pas en compte les conséquences d'une inaction ou d'une non-réflexion comme elle prend en compte une action) peut cependant mener à des résultats indésirables, par exemple si l'agent moral ne fait pas l'effort de chercher à savoir ce qu'il ignore. Agir sans s'être auparavant informé peut, même avec les meilleures intentions du monde, aboutir à des conséquences très négatives. Certaines personnes[qui] ont alors rétorqué que l'agent a l'obligation morale de s'informer autant que possible sur la situation avant de déterminer la ligne de conduite la mieux appropriée. Cette obligation découle évidemment d'une réflexion sur les conséquences : un agent mieux informé est en mesure de faire advenir de meilleures conséquences.

## Types
Le conséquentialisme peut prendre de nombreuses formes. Cependant, quatre conceptions se détachent et servent de référence.

### L'utilitarisme

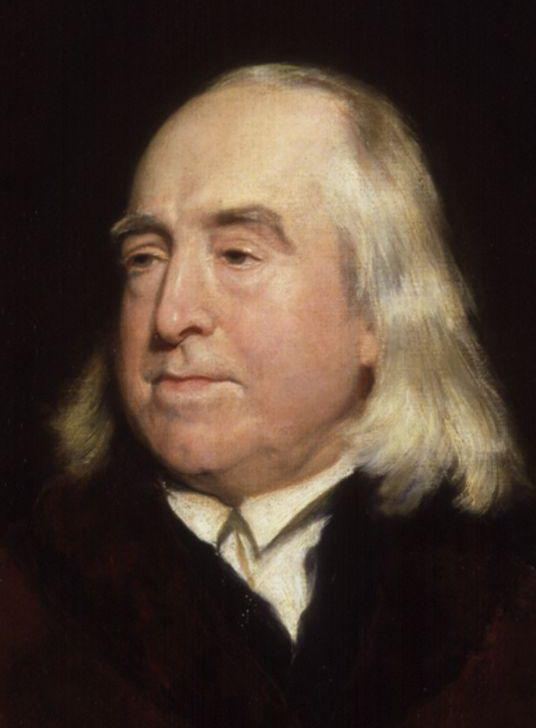
Jeremy Bentham

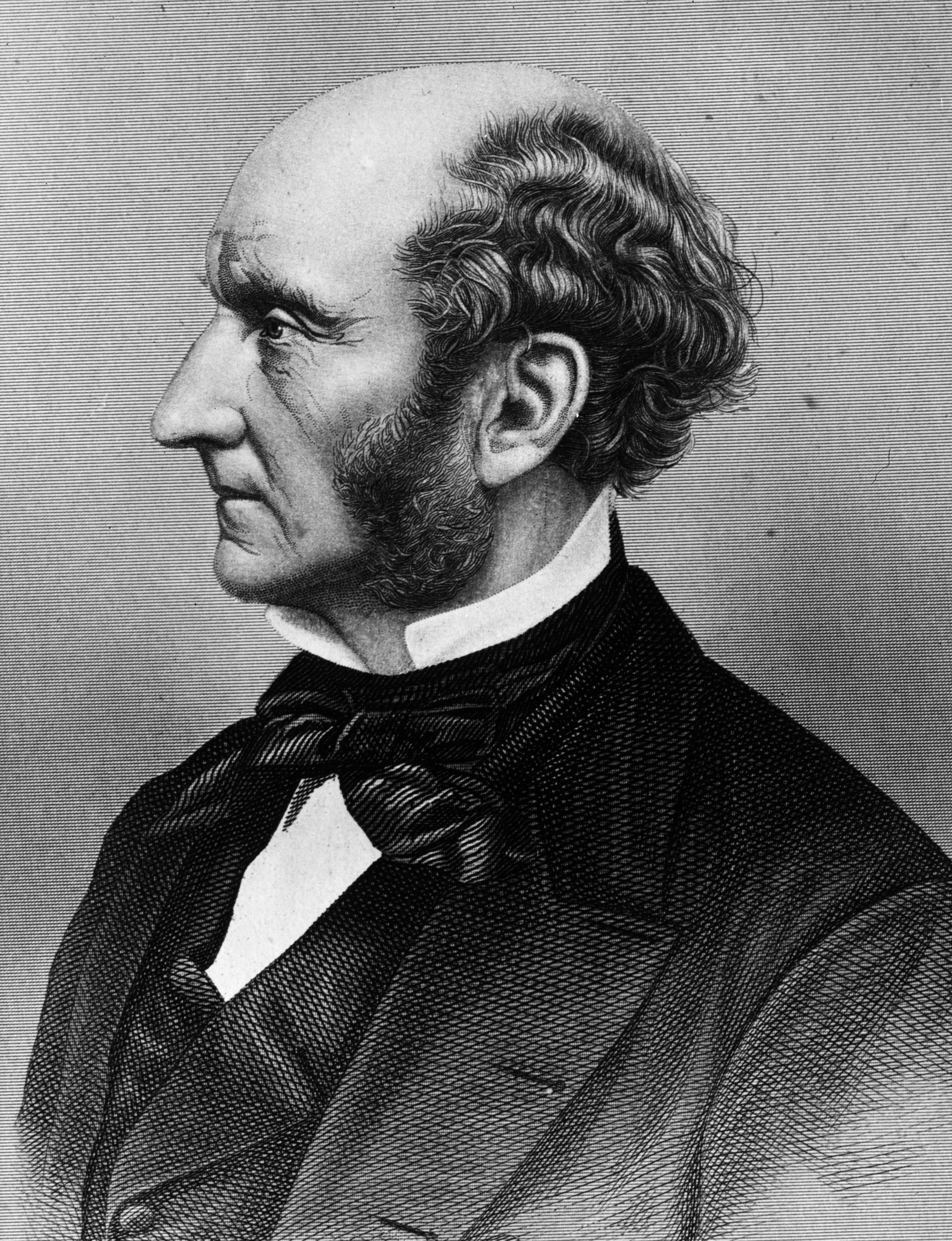
John Stuart Mill

L'utilitarisme est, historiquement, la principale théorie morale conséquentialiste. Il tient pour juste l'action qui engendre le plus de bonheur pour l'ensemble de tous les agents, le bonheur étant défini comme la maximisation des plaisirs et la minimisation des peines. Ainsi défini, l'utilitarisme affirme que ce qui compte est la somme totale de bonheur, ou bonheur agrégé, le bonheur de tous et non pas le bonheur de quelques-uns ou le bonheur d'une personne particulière. John Stuart Mill, dans son exposé de l'utilitarisme, a proposé de hiérarchiser les plaisirs, c'est-à-dire d'attribuer une valeur plus importante à la poursuite de certains types de plaisirs qu'à la poursuite de certains autres.
Cependant, certains utilitaristes contemporains tels que Peter Singer[réf. nécessaire] préfèrent prendre pour objectif la maximisation de la satisfaction des préférences (« utilitarisme des préférences »). Divers autres remodelages actuels de l'utilitarisme peuvent refléter les formes de conséquentialisme décrites ci-dessous :

### L'égoïsme
L'égoïsme, comme morale, est un conséquentialisme, dans lequel les seules conséquences qui importent sont les conséquences pour l'agent acteur. L'égoïsme autorise donc les actions bonnes pour l'agent, même si elles nuisent au bien-être général. Il existe d'ailleurs des défenseurs de l'égoïsme, notamment Ayn Rand, qui affirment[réf. nécessaire] que si chaque individu poursuit des buts égoïstes, il en résulte finalement les meilleures conséquences pour tout le monde.

### Le conséquentialisme de la règle
On peut envisager un conséquentialisme focalisé sur les actions spécifiques. Mais on peut aussi envisager un conséquentialisme centré sur l'établissement de règles de conduite : l'instauration d'une règle déterminée a-t-elle de bonnes conséquences ? On parle parfois de conséquentialisme de la règle pour désigner cette dernière forme de conséquentialisme, qui est alors vue comme une tentative visant à réconcilier le conséquentialisme avec le déontologisme.
Comme le déontologisme, le conséquentialisme soutient en effet que se comporter moralement implique l'observance de règles. Mais contrairement à ce qui se passe dans le déontologisme, c'est en fonction de leurs conséquences que sont ici choisies les règles.
Les théoriciens se divisent sur la question de savoir si le comportement moral doit être déterminé par les seules règles ou non. Par exemple, Robert Nozick défend l'idée qu'une poignée de règles intangibles, qu'il appelle « conditions aux bords » (« side-constraints »), est nécessaire pour assurer des actions convenables. Il existe aussi des divergences quant au caractère absolu de ces règles (mais faire d'une règle une règle absolue revient à réintroduire un point de vue déontologiste). Ainsi, alors que les « conditions aux bords » de Nozick restreignent le comportement de manière absolue, Amartya Sen propose une théorie reconnaissant l'importance particulière de certaines règles sans les rendre absolues pour autant. Plus précisément, ces règles peuvent-être enfreintes lorsque leur observance mènerait à des conséquences trop négatives.

### Le conséquentialisme négatif
Il peut sembler que la plupart des conséquentialismes cherchent avant tout à promouvoir de bonnes conséquences. Cependant, on peut tout aussi bien envisager une théorie conséquentialiste se préoccupant uniquement de réduire les mauvaises conséquences, par exemple un utilitarisme négatif, qui cherche à minimiser les souffrances plutôt qu'à augmenter le bonheur.
On peut penser qu'une différence majeure entre ces deux approches porte sur la responsabilité de l'agent. Le conséquentialisme positif exige que l'on s'efforce d'aboutir à un état positif des choses, tandis que le conséquentialisme négatif exige seulement d'éviter un état de choses négatif. Les versions les plus vigoureuses (ou les moins naïves, selon le point de vue) du conséquentialisme négatif exigent néanmoins l'intervention active de l'agent, mais seulement pour prévenir l'occurrence d'un mal.

## Conséquentialisme et autres théories morales
Bien que de nombreux philosophes considèrent le conséquentialisme comme la théorie morale par excellence, ce n'est pas la seule théorie morale. Les critiques énoncées à son encontre par les partisans d'autres théories morales ont pu contribuer à façonner les formes prises par le conséquentialisme dans des travaux récents.

### Déontologisme
On oppose souvent le conséquentialisme au déontologisme. Les théories déontologistes portent leur regard sur les types d'actions plutôt que sur les conséquences particulières de ces actions. Ainsi, selon les théories déontologistes, certaines actions sont immorales par nature. Un déontologiste affirme donc que nous devrions suivre nos règles morales quelles qu'en soient les conséquences. Kant est par exemple l'auteur de la célèbre affirmation selon laquelle nous avons le devoir moral de toujours dire la vérité, même à un assassin qui demande où se terre sa future victime.
Certains théoriciens tentent de combiner conséquentialisme et déontologisme. Ainsi Robert Nozick défend-il, comme on a vu, une théorie essentiellement conséquentialiste, mais qui incorpore des conditions aux bords inviolables qui restreignent les types d'actions qui sont permis aux agents.
Par ailleurs certaines règles proposées par des déontologistes s'intègrent très bien dans une perspective conséquentialiste. T. M. Scanlon (en) émet par exemple l'idée que les droits de l'homme, qui sont communément considérés comme un concept déontologique, peuvent seulement être justifiés par les conséquences de l'instauration et du maintien de ces droits.

### Morale de la vertu
On peut aussi opposer le conséquentialisme aux théories morales de la vertu ou de la grandeur morale. En fait, l'article d'Anscombe qui a introduit le vocable conséquentialisme est aussi à l'origine, dans la philosophie moderne, de la discussion des théories morales fondées sur le caractère.
Tandis que le conséquentialisme postule, par définition, que ce sont les conséquences d'un acte (lequel peut, entre autres, être l'instauration d'une règle) qui doivent être l'objet d'étude premier des théories morales, les morales de la vertu postulent quant à elles que c'est le caractère de l'agent plutôt que les conséquences de l'acte qu'il faut considérer. Selon certains moralistes de la vertu, les théories conséquentialistes négligent totalement le développement et l'importance du caractère moral. Philippa Foot affirme que les conséquences n'ont aucun contenu moral en elles-mêmes, qu'elles n'ont de contenu moral éventuel que celui dont les a éventuellement chargées une vertu, par exemple la bienveillance.
Cependant, conséquentialisme et morale de la vertu ne sont pas nécessairement à considérer comme diamétralement opposés. Les conséquentialismes peuvent prendre en compte le caractère de diverses manières. Par exemple, les effets sur le caractère de l'agent ou de toute autre personne impliquée dans une action doivent être pris en compte parmi les conséquences. Par ailleurs, une théorie conséquentialiste peut avoir pour but la maximisation d'une vertu particulière ou d'un ensemble donné de vertus. Enfin, selon Foot, un comportement vertueux produit en définitive les meilleures conséquences.

## Critiques

### Critiques générales
Le conséquentialisme a été critiqué sur plusieurs points. Pour Moore, dans Principia Ethica, le conséquentialisme, ou du moins l'utilitarisme classique (qui, rappelons-le, définit le bien moral comme le maximum de plaisirs associé au minimum de peines), tombe dans l'erreur naturaliste en supposant que le bien peut être défini par une propriété « naturelle » ou un ensemble de propriétés naturelles. Il affirme en démontrer l'erreur de la manière suivante : quelle que soit la qualité X qu'un conséquentialiste propose comme étant primordialement bonne, on peut toujours demander : « Mais X est-elle réellement une bonne qualité ? ». Ainsi devons-nous avoir une idée implicite du bien moral qui soit différente de toute propriété naturelle ou conjonction de telles propriétés. Mais alors, argumente Moore, la plupart des conséquentialismes sont incohérents, car ce sens inné du bien moral est la seule chose à quoi l'on puisse faire référence.
Plus radicalement, William Gass affirme que les théories morales telles que le conséquentialisme sont incapables d'expliquer correctement en quoi une action mauvaise est mauvaise. Gass donne l'exemple de l'« étranger obligeant », lequel est si obligeant qu'il en est prêt à se laisser cuire dans un four. Gass affirme que la raison qu'une théorie morale peut avancer pour justifier l'immoralité de l'acte de le cuire, par exemple la raison « cela n'aboutit pas à de bons résultats », est absurde. Selon Gass, il est immoral de cuire un étranger, aussi obligeant soit-il, et il n'est ni possible ni nécessaire de dire quoi que ce soit d'autre pour le justifier.
Dans Théorie de la justice, Rawls affirme que si on demandait leur avis aux gens, ils préféreraient les principes kantiens par rapport au conséquentialisme de l'utilitarisme. En guise d'argumentation, il construit une expérience de pensée dans laquelle on place une personne imaginaire dans une position originelle en dehors de la société qu'elle s'apprête à intégrer. Cette personne ignore quels talents et quelles convictions elle aura, si elle sera pauvre ou riche, et si la société adhérera à ses convictions ou si elle sera mise en minorité. Rawls affirme que dans cette position, n'importe qui choisirait un système déontologique reposant sur des valeurs telles que la liberté d'expression et les droits de base dans la société. Craignant le risque d'une position inconfortable, les gens préféreraient qu'existent des protections des minorités et des droits humains plutôt qu'une société strictement conséquentialiste.
La critique historiciste : il suffit de relire l'histoire des hommes pour entendre que la définition du bien et du mal reste toujours relative à nos désirs et caprices, voire à l'époque ou la situation. Meurtres, sacrifice, viol, génocide seront toujours considérés par leurs auteurs comme « bons pour eux », Dieu servant souvent de justification à toutes ces horreurs. Or le pragmatisme, l'utilitarisme, le conséquentialisme, ne déterminant aucune loi a priori, le jugement final de tout homme sera fait en fonction de ses intérêts, ou ceux de son peuple ou de sa nation. Il s'ensuit que, jugeant ce qui leur est bon, et estimant les conséquences ou l'utilité de leurs actions, l'ensemble des pires horreurs dont l'histoire nous prévient « en sagesse », ne peuvent plus être empêchées ni moralement, ni légalement, car chacun jugeant pour lui-même de ce qui est bon et de ce qui est mal, n'agira jamais pour le bien d'autrui, ou plutôt « contre lui-même », mais toujours à son bénéfice et contre tout ce qui, en fonction de sa force propre, lui permet de trouver son bonheur au détriment de tout autre, et cela par tous les moyens possibles, puisque dans cette philosophie, il n'y a pas de loi générale contraignant d'agir à l'inverse de ses propres intérêts.
Cette philosophie ne saurait donc être réellement considérée comme une éthique ou comme une morale, car précisément elle donne à chacun le loisir d'agir « selon son goût du moment » afin que les conséquences de son action lui soient toujours bénéfiques. Or qu'est-ce l'éthique, sinon le fait d'étendre le droit que l'on se donne d'agir à tout autre. Il s'ensuit que le conséquentialisme ne saurait être moral puisqu'il est loin de toute éthique, le jugement personnel (juge unique, juge inique) n'amenant finalement que l'inverse de ce que recherche celui qui ne se donne de loi que celle se trouvant toujours être a son bénéfice (la bonne conséquence de mes actes).
Une autre critique du conséquentialisme et de son absence de définition de ce qui est bon ou mauvais pour tous en tout temps, est que nul ne peut prévoir « réellement » les conséquences réelles de ses actions (à moins d'être devin). On ne peut être sûr que même agir au bénéfice d'autrui n'aura pas des conséquences fâcheuses en retour, de même qu'agir en mal contre autrui, n'aura de conséquence bénéfique pour soi. Donc, vouloir estimer les conséquences de ses actions relève plus de la croyance que de la philosophie, donc du fait de ne pouvoir poser une éthique ou une philosophie à partir de ce que l'on ne connaît pas a priori (les conséquences), ce qui irait à l'encontre de toute volonté d'une éthique ou morale liée à une épistémologie.

### Critiques fondées sur la négligence du caractère
Comme il a été déjà mentionné, G.E.M. Anscombe a introduit le terme « conséquentialisme » dans le cadre d'une critique de cette théorie. Selon elle, les théories conséquentialistes tiennent les agents moraux pour responsables des conséquences d'actions non intentionnelles et ignorent donc le caractère moral de l'agent impliqué. Pour beaucoup de conséquentialistes, cette critique n'est pas valide : après tout, le conséquentialisme accorde la plus grande valeur aux conséquences.
Dans la même veine, Bernard Williams a jugé le conséquentialisme aliénant dans la mesure où il requiert des agents qu'ils mettent trop de distance entre eux-mêmes et leurs propres projets et engagements. Il affirme que le conséquentialisme requiert des agents moraux d'adopter un regard strictement impersonnel sur toutes les actions, vu que seules les conséquences importent et non ceux qui les produisent. Il affirme que c'est trop demander aux agents moraux puisque c'est exiger d'eux qu'ils sacrifient tout projet ou engagement personnel, quelles que soient les circonstances, à la poursuite de la ligne d'action la plus bénéfique possible. Il ajoute que le conséquentialisme échoue à rendre compte de l'intuition selon laquelle cela « peut » importer, si quelqu'un est ou n'est pas « personnellement » l'auteur d'une conséquence particulière. Par exemple, que le fait d'avoir les « mains sales » en participant à un crime a une importance, même si le crime aurait été commis de toute façon, ou même aurait été pire, sans la participation de l'agent.  Notons tout de même ici que les conséquences psychologiques sont aussi des conséquences, qu'il s'agit de ne pas oublier si l'on adopte un point de vue conséquentialiste.
Certains conséquentialistes, notamment Peter Railton, ont voulu développer une forme de conséquentialisme qui reconnaîtrait et éviterait les objections soulevées par Williams. Railton soutient que les critiques de Williams peuvent être évitées en adoptant une forme de conséquentialisme dans laquelle les décisions morales doivent être déterminées par le « genre de vie » qu'elles expriment. Selon son point de vue, l'agent devrait choisir le genre de vie qui aura, à la longue, les meilleurs effets globalement.
Cependant, plus récemment, le conséquentialisme a subi des attaques d'un genre similaire. Par exemple, Thomas Nagel soutient que le conséquentialisme échoue à prendre en compte de manière appropriée les individus affectés par une action donnée. Il affirme qu'un conséquentialiste ne peut pas critiquer les infractions aux droits de l'Homme dans une guerre, si de ces abus résulte en définitive un meilleur état des choses.

## Conséquentialistes renommés
- Jeremy Bentham
- Richard Mervyn Hare
- Amartya Sen
- Henry Sidgwick
- Peter Singer
- John Stuart Mill